# حمض أميني دي
الأحماض الأمينية دي هي أحماض أمينية حيث يكون ألفا الكربون المجسم للمجموعة الأمينية على صورة دي (D). بالنسبة لمعظم الأحماض الأمينية التي تحدث بشكل طبيعي، فإن هذا الكربون له التكوين L. توجد الأحماض الأمينية دي أحيانًا في الطبيعة كمخلفات في البروتينات. تتكون من بقايا الأحماض الأمينية دي المشتقة من الريبوسوم.

## الهيكل والخصائص العامة

D- ألانين.
L- ألانين.

الأحماض الأمينية L و D عادة ما تكون صور مغكوسة لبعضها البعض. باستثناء اثنين من الأحماض الأمينية مع اثنين من مراكز stereogenic، ثريونين وآيسولوسين . بغض النظر عن هاتين الحالتين الخاصتين، فإن الأحماض الأمينية L و D لها خصائص متطابقة (اللون، الذوبان، درجة ا الانصهار) في ظل العديد من الظروف. ومع ذلك، في السياق البيولوجي، الذي يعتبر مراوانًا، يمكن أن تتصرف هذه enatiomers بشكل مختلف تمامًا. وبالتالي، فإن الأحماض الأمينية دي لها قيمة غذائية منخفضة، ويعود ذلك جزئيًا إلى عدم هضمها جيدًا.

## الحدوث والاستخدام
تحدث بقايا الأحماض الأمينية دي في القواقع المخروطية . وهي أيضًا مكونات وفيرة لجدران خلايا الببتيدوغليكان للبكتيريا، وقد يعملD -serine كناقل عصبي في الدماغ. تُستخدم الأحماض الأمينيةD في علم البلورات العرقي لإنشاء بلورات متناظرة مركزيًا، والتي قد تسمح، اعتمادًا على البروتين، بتحديد بنية البروتين بشكل أسهل وأكثر قوة.
الجراميسيدين هو بولي ببتيد مكون من خليط من الأحماض الأمينيةD وL. المركبات الأخرى التي تحتوي على الأحماض الأمينيةD هي التيروسيدين والفالينوميسين . تعمل هذه المركبات على تعطيل جدران الخلايا البكتيرية، خاصة في البكتيريا موجبة الجرام. اعتبارًا من 2011، تم العثور على 837 حمض أمينيD فقط في قاعدة بيانات Swiss-Prot من إجمالي 187 مليون حمض أميني تم تحليلها.

## التخليق الحيوي
يقوم إنزيمان بتحويل الأحماض الأمينية L إلى الأحماض الأمينية دي. د- إنزيم حمض أميني، وهو إنزيم يعتمد على PLP، يعمل على تفكيك الأحماض الأمينية عن طريق تكوين أحماض ألفا إيمينوسيد، حيث يتم فقد مركز التجسيم. تقوم أوكسيدات الأحماض الأمينية L بتحويل الأحماض الأمينية L إلى أحماض ألفا- كيتو، والتي تكون عرضة للتحليل الاختزالي. بعض الأحماض الأمينية عرضة للعنصرية، أحد الأمثلة على ذلك هو اللايسين، الذي يتكاثر عن طريق تكوين حمض الببيكوليك .
في الببتيدات، تتراكم بقايا الحمض الأميني L ببطء، مما يؤدي إلى تكوين بعض بقايا الأحماض الأمينية دي. يحدث الترازم عن طريق نزع بروتين الميثين الذي هو ألفا لمجموعة الأميدو. المعدلات تزيد مع الرقم الهيدروجيني.
العديد من الأحماض الأمينية دي الموجودة في أعلى الكائنات الحية الأعلى مشتقة من مصادر ميكروبية. يساعد D-alanine الموجود في الببتيدوغليكان الذي يتكون من جدران الخلايا البكتيرية على مقاومة هجوم الإنزيمات المحللة للبروتين. تحتوي العديد من المضادات الحيوية، مثل باسيتراسين، على بقايا حمض أميني د.